# Markus Dentler
Markus Dentler (* 5. September 1953 in Blaubeuren) ist ein deutscher Theaterschauspieler, Theaterregisseur und Theaterleiter.

## Werdegang
Nach dem Abitur besuchte Dentler von 1971 bis 1974 das Münchener Zinner Studio und die Hochschule für Musik und Darstellende Kunst Stuttgart. Anschließend war er als Schauspieler tätig und gründete 1976 ein Tourneetheater, mit dem er in Deutschland, Österreich und der Schweiz auftrat. Nachdem er von 1980 bis 1983 Spielleiter beim Ulmer Theater in der Westentasche war, kam Dentler mit seiner Familie nach Kiel, wo er 1984 das Theater Die Komödianten gründete, das er seitdem leitet. Mit den Komödianten trat er unter anderem in New York im Gebäude der Vereinten Nationen auf.
1989 spielte er im Film Doppelgänger des Regisseurs Emanuel Boeck.
Seit 1993 führt Dentler mit den Komödianten jeden Sommer auf einer Freilichtbühne im Innenhof des Kieler Rathauses Der kleine Prinz nach der Erzählung von Antoine de Saint-Exupéry auf.
2014 wurde Dentler „für seine außergewöhnlichen Verdienste für das kulturelle Leben Kiels“ mit der Andreas-Gayk-Medaille ausgezeichnet.